# باشگاه فوتبال اتنیکوس اچنا
باشگاه فوتبال اتنیکوس اچنا (یونانی: Εθνικός Άχνας) یک باشگاه فوتبال در شهر اچنا قبرس است. این باشگاه در لیگ دسته اول فوتبال قبرس بازی می‌کند. این باشگاه در سال ۱۹۶۸ تأسیس شده‌است.